# Осиновка (права притока Сіви, Воткінський район)
Оси́новка (рос. Осиновка) — річка в Удмуртії (Воткінський район), Росія, права притока Сіви.
Річка починається за 4 км на південний схід від села Чужегово. Течія спрямована на південний схід. Впадає двома рукавами до риборозвідницьких ставків на правому узбережжі Сіви.
Русло нешироке, верхня течія пересихає, береги верхньої та середньої течій заліснені, долина широка. Збудовано автомобільний міст в гирлі.
Над річкою розташоване село Осиновка.